# Тромонин, Корнелий Яковлевич
Корни́лий (Корнелий) Я́ковлевич Тромо́нин (? — 1847) — русский художник, писатель, литограф и издатель.
Основоположник многоцветной печати в России. Создание этого вида печати приписывают парижанину Годфруа Энгельману, получившему патент на хромолитографию в 1837 году и премию в 2000 франков в 1838 году. Однако Корнилий Яковлевич Тромонин уже в 1832 году отпечатал многоцветные иллюстрации к книге о князе Святославе тиражом в 600 экземпляров.

## Биография
Дата рождения неизвестна. Место получения образования — тоже.
В 1832 году по заказу Общества истории и древностей российских при Московском университете Тромонин выполнил цветное изображение князя киевского и черниговского Святослава Ярославича с супругой и сыновьями, этот факт считается началом хромолитографирования. Впоследствии он усовершенствовал собственный метод печати, увеличив число используемых красок до тринадцати.
Тромонин копировал и литографировал московские памятники зодчества, археологии, картографии и эпиграфики. В 1843—1845 выпустил семь тетрадей, составивших литографированный альбом «Достопамятности Москвы», который был отпечатан в типографии А. И. Семена. Работа Тромонина «Изъяснение знаков, видимых в писчей бумаге, посредством которых можно узнавать, когда написаны или напечатаны какие-либо книги, грамоты, рисунки, картинки и другие старинные и нестаринные дела, на которых неозначено годов» (Москва, 1844), посвященная исследованию водяных знаков, имела важное значение для развития отечественной палеографии. Работал художником в Обществе истории и древностей российских.
Умер в крайней бедности. Был похоронен на кладбище Новоспасского монастыря.

## Сочинения
- Краткое описание Московского ставропигиального первоклассного общежительного Симонова монастыря. Москва : тип. С. Селивановского, 1841
- Очерки с лучших произведений живописи, гравирования, ваяния и зодчества с кратким описанием и биографиями художников / Изд. Корнилия Як. Тромонина. Т. 1 Москва : тип. С. Селивановского, 1839
- Достопамятности Москвы, изданныя Корнилием Тромониным. - Москва: (1843). - 128, (5) с., (66) л. ил., цв. ил., факс. : ил.; 31 см.
- Достопамятности Москвы... : [Тетр. 1-7] Москва : тип. А. Семена, ценз. 1843-1845
- О художестве в ремеслах : Рассуждение Корнилия Тромонина : Москва, 26 янв. 1846 г. Москва : Унив. тип., 1846
- Краткое описание Воскресенского монастыря, до 1685 года, в надписи, изсеченной на каменных досках и помещенной на паперти соборной церкви / (Архим. Никанор); Списал К. Тромонин. Москва : тип. Лазарев. ин-т вост. яз., ценз. 1844
- Изъяснения знаков, видимых в писчей бумаге, посредством которых можно узнавать, когда написаны или напечатаны какие-либо книги, грамматы, рисунки, картинки и другие старинные и нестаринные дела, на которых не означено годов / Собр. и изд. Корнилий Тромонин, соревнователь и худож. Моск. о-ва истории и древностей рос. Москва, 1844
- Ярлыки Тохтамыша и Сеадет-Герая в литографированных снимках работы К.Я. Тромонина, с транскрипцией и переводом Я.О. Ярцова, с введением и примечаниями В.В. Григорьева Одесса : Гор. тип., 1844
- Вид Волоколамскаго Иосифова монастыря [Изоматериал] : [Лубок] [Москва] : Литография Имп. Моск. Общ. Ист. и Древ. Росс., [18--]
- Стихотворения сатирические и духовные и другие статьи [рукопись:] : сборник : [писарской список] [Б.м. ], начало XIX в.
- Правила составления орнаментов, примененные к разным искусствам [Изоматериал] Москва : Изд. Корнилий Тромонин, 1839
- Руководство к узнанию чисел Пасхи Христовой М. 1848 г.